# Porphyrinia demba
Porphyrinia demba là một loài bướm đêm trong họ Noctuidae.